# جرهارد هلبش
جرهارد هلبش (29 ديسمبر 1929 - 29 مايو 2008) (بالألمانية: Gerhard Helbig) لغوي ألماني، ألف عددا من الكتب في مجال اللسانيات، من بينها: «تاريخ علم اللغة الحديث» سنة 1974، و«تطور علم اللغة منذ 1970» في سنة 1988. وقد قام بترجمة كتبه إلى العربية الباحث المصري سعيد حسن بحيري (مواليد سنة 1953).

## مسيرته
درس جرهارد هلبش بين عامي 1948 و1952 في مسقط رأسه لايبزيغ. حصل هلبش على الدكتوراه في عام 1953.
منذ عام 1957 أصبح يعمل في مجال «اللغة الألمانية كلغة أجنبية» في البحث والتدريس، وفي عام 1969 تم تعيينه أستاذا «للغة الألمانية كلغة أجنبية»، وشغل هذا المنصب حتى تقاعده في عام 1995.
من عام 1967 إلى عام 1995، كان رئيس قسم اللغويات في معهد هيردر بجامعة لايبتزغ. بالإضافة إلى ذلك، شغل سنوات عديدة منصب عميد كلية العلوم الثقافية واللغوية والتعليمية. منذ عام 1995، كان هلبش عضوا في أكاديمية ساكسون للعلوم. حصل على الدكتوراه الفخرية من جامعة أوبسالا.
نشر هلبش ما يقرب من 600 عمل في مجال اللسانيات.